# Communauté de communes du Cristal
La communauté de communes du Cristal est une ancienne communauté de communes française, qui était située dans le département de Meurthe-et-Moselle.

## Histoire
Elle a fusionné le 1er janvier 2010 avec la Communauté de communes d'entre Meurthe et Verdurette pour former la Communauté de communes des Vallées du Cristal, par arrêté préfectoral du 15 décembre 2009.
Elle faisait également partie du pays du Lunévillois.

## Composition
Cette communauté de communes était composée des 3 communes suivantes :
1. Baccarat (siège)
2. Lachapelle
3. Thiaville-sur-Meurthe

## Projets
Elle gère divers projets dont :
- une déchèterie
- un Pôle d'excellence rurale - Le Pôle Bijou
- un projet d'aménagement des rives de la Meurthe
- un service d'accompagnement à la recherche d'emploi et à l'insertion